# Клод-Франсуа Меневаль
Клод-Франсуа́ де Ме́неваль (фр. Claude François de Méneval; 2 квітня 1778, Париж, Франція — 18 червня 1850, Париж, Франція) — приватний секретар імператора Наполеона Бонапарта у 1802-1813 роках, автор мемуарів та спогадів про життя Бонапарта.